# Logiciel de gestion des parties prenantes
Les logiciels de gestions des parties prenantes sont utilisés pour faire l'analyse des parties prenantes des organisations, pour créer des plans de communication et d'engagement, pour enregistrer les interactions avec les communautés et pour s'assurer de la conformité réglementaire.

## Historique
L'origine de la gestion des parties prenantes remonte jusque dans les années 1930. Mais c'est seulement en 1963 que le Stanford Research Institute a clairement défini le concept de partie prenante.
En 1984, Edward Freeman a publié Strategic Management: A Stakeholder Approach. Avec ce livre, Freeman a créé un corpus complet sur le traitement éthique des parties prenantes.
Peu de temps après, les ordinateurs ont commencé à être utilisé pour encadrer la relations entre les organisations et leurs communautés de parties prenantes,

## Liste de logiciels de gestion des parties prenantes
Cette liste, en ordre alphabétique, contient les principaux logiciels de gestion de communautés et de parties prenantes. Elle exclut les logiciels destinés uniquement à la gestion des relations avec les employés et les logiciels de gestion de la relation client (GRC).
Cette liste n'est pas exhaustive. Elle se limite aux logiciels les plus réputés et les mieux connus.
- EnQuire by Tactiv[3]
- Liquidfeedback by Interaktive Demokratie[4]
- NationBuilder[5]
- The OpenGov Cloud by OpenGov[6]
- PlaceSpeak[7]
- Quorum[8]